# Be My Baby (låt av The Ronettes)
Be My Baby är en poplåt lanserad 1963 av musikgruppen The Ronettes. Den blev en stor internationell hitsingel och är gruppens mest kända inspelning. Låten är ett typiskt exempel på Phil Spectors ekorika så kallade "Wall of Sound"-produktioner. Som bakgrundssångare medverkar Darlene Love och Cher.
Låten listades av magasinet Rolling Stone som #22 på deras lista The 500 Greatest Songs of All Time. Webbplatsen Pitchfork Media listade den som #6 på sin lista över "De 200 bästa låtarna från 1960-talet". Inspelningen finns också upptagen i amerikanska National Recording Registry sedan år 2006.
Låten är med i Martin Scorseses film Mean Streets från 1973. Den var även med i filmen Dirty Dancing 1987.

## Coverversioner
- Det svenska dansbandet Thorleifs spelade in en cover på "Be My Baby" på sitt album "Saxgodingar 4" 1998.[4]

## Listplaceringar
| Lista (1963-1964) | Position                  |
| ----------------- | ------------------------- |
| Danmark           | 6 (DR "Top 20")           |
| Flandern          | 4                         |
| Frankrike         | 3                         |
| Norge             | 9 (VG-lista)              |
| Nya Zeeland       | 2 (Lever Hit Parade)      |
| Storbritannien    | 4                         |
| Sverige           | 4 (Kvällstoppen)          |
| Sverige           | 4 (Tio i topp)            |
| USA               | 2 (Billboard Hot 100)     |
| USA               | 4 (Billboard R&B Singles) |
| Vallonien         | 15                        |